# USS Guadalcanal (CVE-60)
Pour les autres navires du même nom, voir USS Guadalcanal.
L'USS Guadalcanal est un porte-avions d'escorte de la classe Casablanca en service dans la marine américaine entre 1943 et 1946.

## Conception et construction
L'USS Guadalcanal est construit par les chantiers navals Kaiser, près de Vancouver, initialement sous le nom d'Astrolabe Bay. Le navire est lancé le 5 juin 1943.

## Service actif
Le capitaine Daniel V. Gallery prend le commandement du navire le 25 septembre 1943 à Astoria et, après avoir effectué une campagne d'entrainement à San Diego, le navire se rend à Norfolk, où il arrive le 3 décembre, après avoir franchi le canal de Panama le 15 novembre. L'USS Guadalcanal prend la tête du Task Group 22.3, et appareille le 5 janvier 1944 à la recherche de sous-marins ennemis dans l'Atlantique-Nord.

### Première campagne
Apprenant par la source Ultra qu'un ravitaillement d'U-boot était prévu à 500 miles à l'ouest des Açores à la tombée du jour le 16 janvier 1944, le Guadalcanal fait décoller huit Grumman TBF Avenger juste avant le coucher du soleil en direction de la zone de rendez-vous. Les avions torpilleurs y trouvent deux sous-marins allemands en train de ravitailler et un autre en attente, et larguent leurs charges explosives. Les trois navires ennemis disparaissent et seuls 32 survivants de l'équipage du U-544 sont signalés à la surface, au milieu d'une tache d'huile. Les huit avions retournent alors au porte-avions, mais la nuit est déjà tombée.
L’appontage des appareils prend du temps, en raison des difficultés d'appontées sans visibilité, et, après quatre atterrissages réussis, le cinquième avion s'écrase sur le pont d'envol. L'équipage du Guadalcanal n'arrive pas à dégager l'appareil du pont et les trois derniers Avengers tournent autour des navires jusqu'à épuisement de leur carburant. Ils se posent alors à proximité du groupe et les équipages sont recueillis par les équipes de sauvetage des destroyers d'escorte.
Aucun autre sous-marin n'est signalé pendant le reste du voyage, que l'équipage passe à s'entrainer à dégager le pont d'envol de l'épave d'un Avenger le plus rapidement possible. Après avoir ravitaillé à Casablanca, le Task Group retourne à Norfolk le 16 février pour réparation.

### Deuxième campagne
C'est au cours de cette campagne que le porte-avions a coulé le sous-marin U-68, le 10 avril 1944, dans l'Atlantique nord au nord-ouest de Madère au Portugal grâce à des charges de profondeur lancées par des avions Avenger et Wildcat. L'attaque a fait 56 morts et 1 seul rescapé, le canonnier du canon de 37 mm.

## Dernières années
Le Guadalcanal est placé dans la réserve de la flotte de l'Atlantique puis est réimmatriculé CVU-60 le 15 juillet 1955. Il est finalement rayé des rôles de la marine le 27 mai 1958 et est vendu pour démolition le 30 avril 1959. Il est remorqué pour le Japon à partir de la base de Guantanamo.